# Jan Sapieha (zm. 1630)
Jan Sapieha (syn Jana Piotra) herbu Lis (ur. ok. 1606, zm. 1630) – starosta uświacki, kirśnieński i uszpolski.

## Życiorys
Był synem Jana Piotra, bratem Andrzeja Stanisława i Pawła Jana. Małżonka – Katarzyna Gintowt Dziewałtowska.
W 1623 otrzymał starostwo uświackie. Dzięki opiece Lwa Sapiehy w dalszych latach otrzymał także starostwo kirśnieńskie i uszpolskie. Od niego dostał w zastaw Czarnobyl, on też wyswatał Jana z Katarzyną Giwont Dziewiałtowską, chorążanką trocką, córką Jerzego.
Zginął w pojedynku z teściem, Jerzym Gintowtom Dziewałtowskim, w sporze o własny posag przed 24 października 1629.